# 卡連加河
卡連加河是俄羅斯的河流，屬於維季姆河的右支流，由外貝加爾邊疆區負責管轄，河道全長366公里，流域面積10,100平方公里，發源自雅布洛諾夫山脈，河水主要來雨水，每年十一月至翌年四月結冰。